# Boren
Boren (dänisch Borne) ist eine Gemeinde im Kreis Schleswig-Flensburg an der Schlei in der Landschaft Angeln in Schleswig-Holstein.

## Geschichte
Die Region ist seit der Jungsteinzeit besiedelt, worauf 13 Hünengräber im Gemeindegebiet hinweisen.
In der dänischen Zeit waren die Orte der heutigen Kommune Teil der Schliesharde (auch Schleiharde, dän. Slisherred).
Die St. Marien-Kirche wurde in der ersten Hälfte des 13. Jahrhunderts errichtet. Da bei Renovierungen von 1938 bis 1950 die barocken Emporen und Logen entfernt und die Fenster verkleinert wurden, ist sie relativ stilrein romanisch erhalten. Die Ausmalung, Fenster und das Antemensale am Altartisch stammen von Alwin Blaue. Ein hölzerner Glockenturm von 1693 steht etwas abseits. Der Heimatforscher Hans Nicolai Andreas Jensen war von 1845 bis 1850 hier Pastor.

## Eingemeindungen
Am 1. Februar 1974 wurden die Gemeinden Ketelsby und Lindau eingegliedert. Am 1. März 2013 kamen Ekenis und Kiesby hinzu.

## Ortsteile

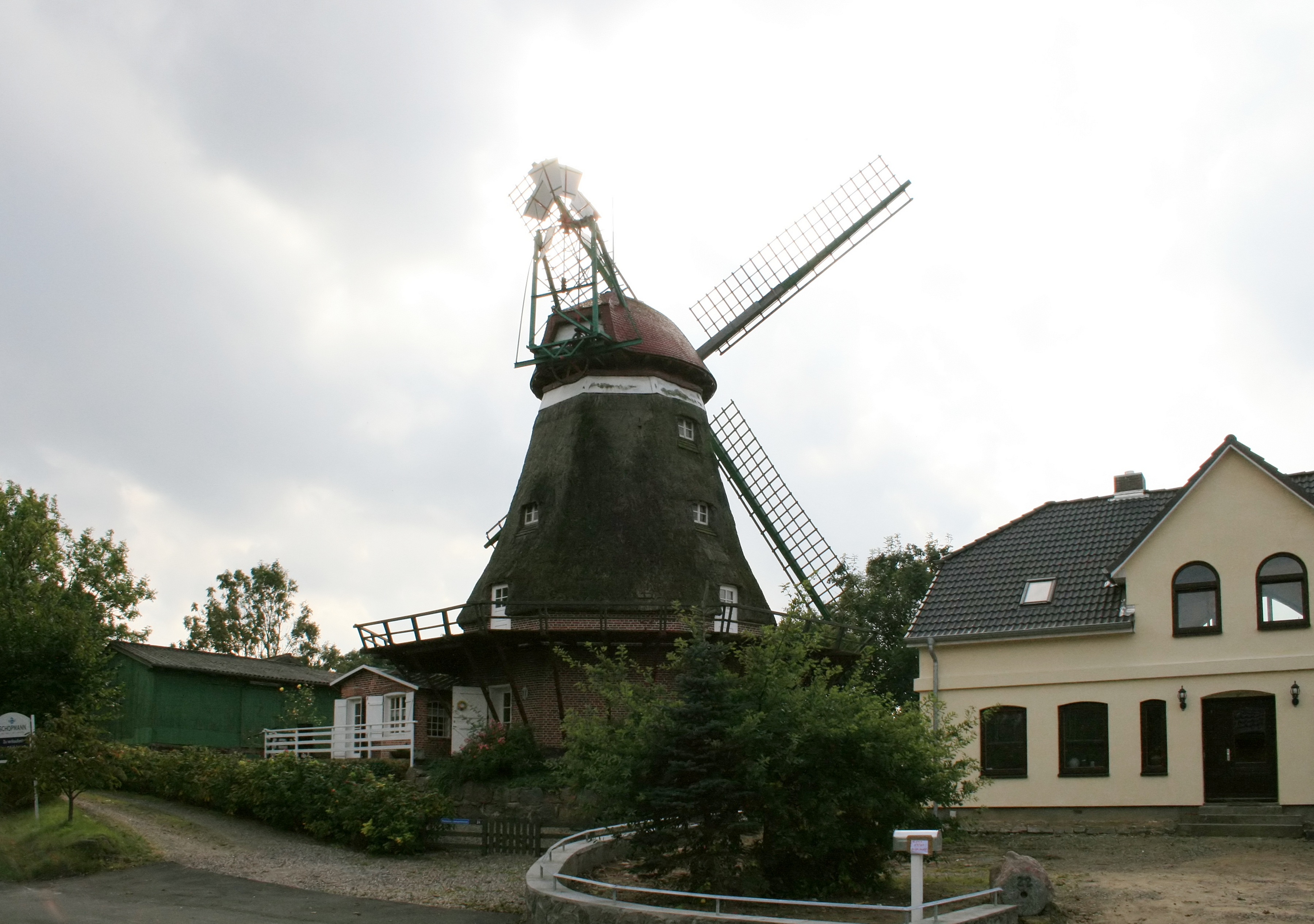
Galerie-Holländer-Windmühle von 1837

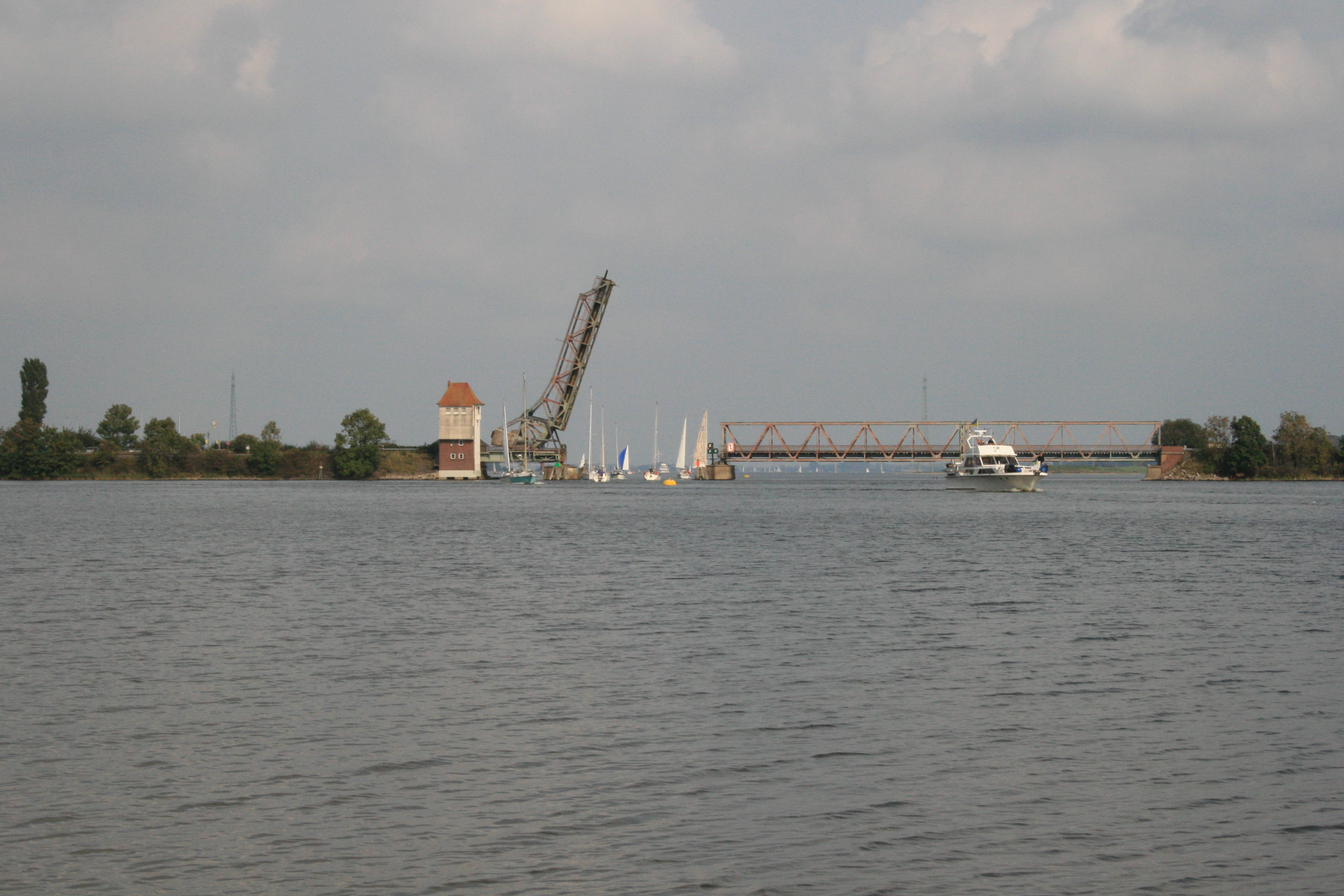
Eisenbahnbrücke in Lindaunis

Boren besteht unter anderen aus den Ortsteilen Affegünt (dänisch Affergynt), Akeby (Ågeby), Boren (Borne), Fahrtoft (Faartoft oder Fårtoft), Grabbelwatt (Grabølvad), Güderott (Gyderød), Güderottstamm, Hegeholz (Hegnholt oder auch Hegeholt), Hoheluft, Hürye (Hyrød), Ketelsby (dän. auch Ketilsby), Kleinboren (Lille Borne), Langschiff, Lindau (Lindå), Lindaufeld, Lindau-Gaarwang (Gaardvang), Lindaukamp (Kamp), Lindaunis (Lindånæs), Papenfeld, Petersfeld, Rehberg (Rebjerg), Uhlekuhl (Ulvekule) und Wrium (Vridam, auch Vridom). Insgesamt gibt es 31 einzelne Dörfer und Siedlungen.
Mit der Fusion 2013 kamen die Dörfer Ekenis (Egenæs) – mit Bicken (Bikum), Boknis (Bornæs  oder auch Bognæs), Ekenisfeld (Egenæsmark), Ekenislund (Egenæslund), Pageroe (Paverød), Wattlück (Vadlyk) – und Kiesby (Kisby) – mit Bremswatt (Bremsvad), Kaltoft (Kalvtoft)  und Kiesbyfeld (Kisbymark) – zur Gemeinde Boren.

### Lindau, Lindau-Mühlenholz, Lindaumühlenholz
Um Verwechselungen mit anderen gleichnamigen Orten zu vermeiden, wird häufig (insbesondere in alten Dokumenten) von Lindaumühlenholz oder Lindau-Mühlenholz gesprochen. Der Grund ist, dass die Hauptstraße, die durch den Ortsteil Lindau führt, Mühlenholz (dän. Mølleskov) heißt.
Die Galerie-Holländer-Windmühle von 1837 wurde 1985 renoviert und ist betriebsfertig.

### Lindaunis
In Lindaunis befindet sich die Lindaunisbrücke, eine Klappbrücke in Stahlgitter-Kastenkonstruktion für den Eisenbahn- und Straßenverkehr. Diese ist im Moment aber im Umbau. Da ein Teil der Brücke bereits abgerissen wurde, ist die Fahrt mit der Bahn zurzeit nicht möglich.
Der Bahnhof Lindaunis wurde 1987 geschlossen und das Empfangsgebäude danach als Gaststätte genutzt. 2021 wurde der Bahnsteig wieder aufgebaut und zunächst für den touristischen Verkehr zwischen Kappeln und Eckernförde reaktiviert.
Ab dem 17. Juli 2021 verkehren saisonal an Samstagen drei und an Sonntagen zwei Zugpaare der Angelner Dampfeisenbahn auf der Verbindung Kappeln–Süderbrarup–Eckernförde. Eingesetzt werden Dieseltriebwagen der DB-Baureihe 628 oder der DB-Baureihe VT 98, die am wieder eingerichteten Haltepunkt Lindaunis halten.
Lindaunis war Lebensort und Wirkungsstätte des Jagdhistorikers Hans Jessen, Verfasser u. a. der Landesjagdgeschichte Schleswig-Holsteins.

### Gut Dänisch-Lindau

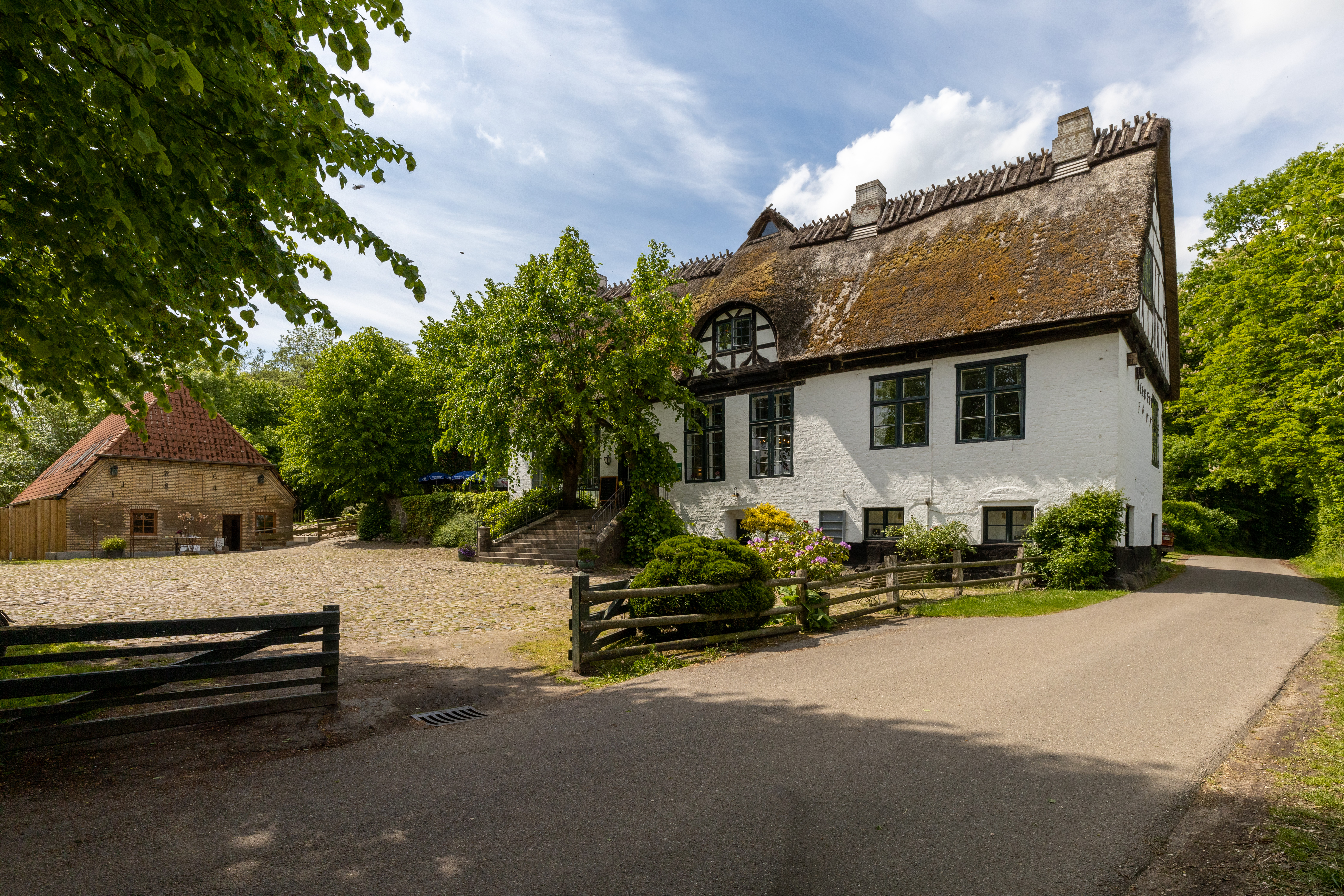
Wohnhaus und Praxis des „Landarztes“

Das 1415 entstandene Gut Dänisch-Lindau (dän. Lindaa) hat ein für die Region ungewöhnliches Herrenhaus aus dem 15. Jahrhundert. Es handelt sich hierbei um einen eingeschossigen Backsteinsaalbau, der reetgedeckt ist und einen Rittersaal enthält. Es wurde durch Film- und Fernsehaufnahmen bekannt, unter anderem für die Fernsehserie Der Landarzt (seit 1986).
In Unterscheidung zu dem früheren weiter südlich im Dänischen Wohld gelegenen Gut Deutsch-Lindau wurde das Gut Dänisch-Lindau genannt.

### Ekenis
Ekenis, ein typisches Runddorf, wurde 1352 erstmals erwähnt. Da Ekenis im Erdbuch von 1231 des dänischen Königs Waldemar nicht verzeichnet ist, vermutet man, dass seine Gründung in der zweiten Hälfte des 13. Jahrhunderts erfolgte. Fundstätten von Flintdolchen, Flintspitzen sowie mehrerer Hünengräber aus der Jungsteinzeit und der Bronzezeit zeugen von einer Besiedelung aus dieser Zeit. Weiterhin sind Urnengräber aus der römischen Kaiserzeit und Reste einer eiszeitlichen Siedlung gefunden worden. Anhand der Flurnamen wird angenommen, dass der Ort durch jütische Bauern gegründet wurde.
In Pageroe gab es Reste einer mittelalterlichen Burg. Margarethe von Dänemark hatte die Burg 1406 gekauft und ließ sie anschließend abtragen.

### Kiesby
Kiesby wurde 1386 erstmals erwähnt. Der Ortsname bedeutet „das Dorf oder die Siedlung des Kisi“. Der Ort ist überwiegend landwirtschaftlich geprägt. In dem relativ kleinen Ort Kiesby hat sich ein Kinderheime inkl. Verwaltungs und Schulgebäude etabliert, weswegen das Durchschnittsalter der Dorfeinwohner eher gering ist. Ein bis 2020 bestehendes Kinderheim wurde in ein CoWorkingSpace umgewandelt.

## Politik

### Gemeindevertretung
Nachdem seit der Fusion mit Ekenis und Kiesby ein von der Kommunalaufsicht berufener Beauftragter (der letzte Bürgermeister der Altgemeinde Boren) die Aufgaben der Gemeindevertretung und des Bürgermeisters wahrgenommen hatte, wurde am 26. Mai 2013 eine neue Gemeindevertretung gewählt. Von den elf Sitzen haben seitdem die CDU und die Allgemeine Wählergruppe Boren (AWB) jeweils vier Sitze, die Grüne Alternative Liste GAL hat drei Sitze.
Bei der Gemeindewahl am 14. Mai 2023 kam es zu folgendem Ergebnis:
| Liste         | AWB    | CDU    | GAL    |
| Sitze         | 4      | 4      | 3      |
| Stimmenanteil | 37,7 % | 35,6 % | 26,7 % |

### Wappen

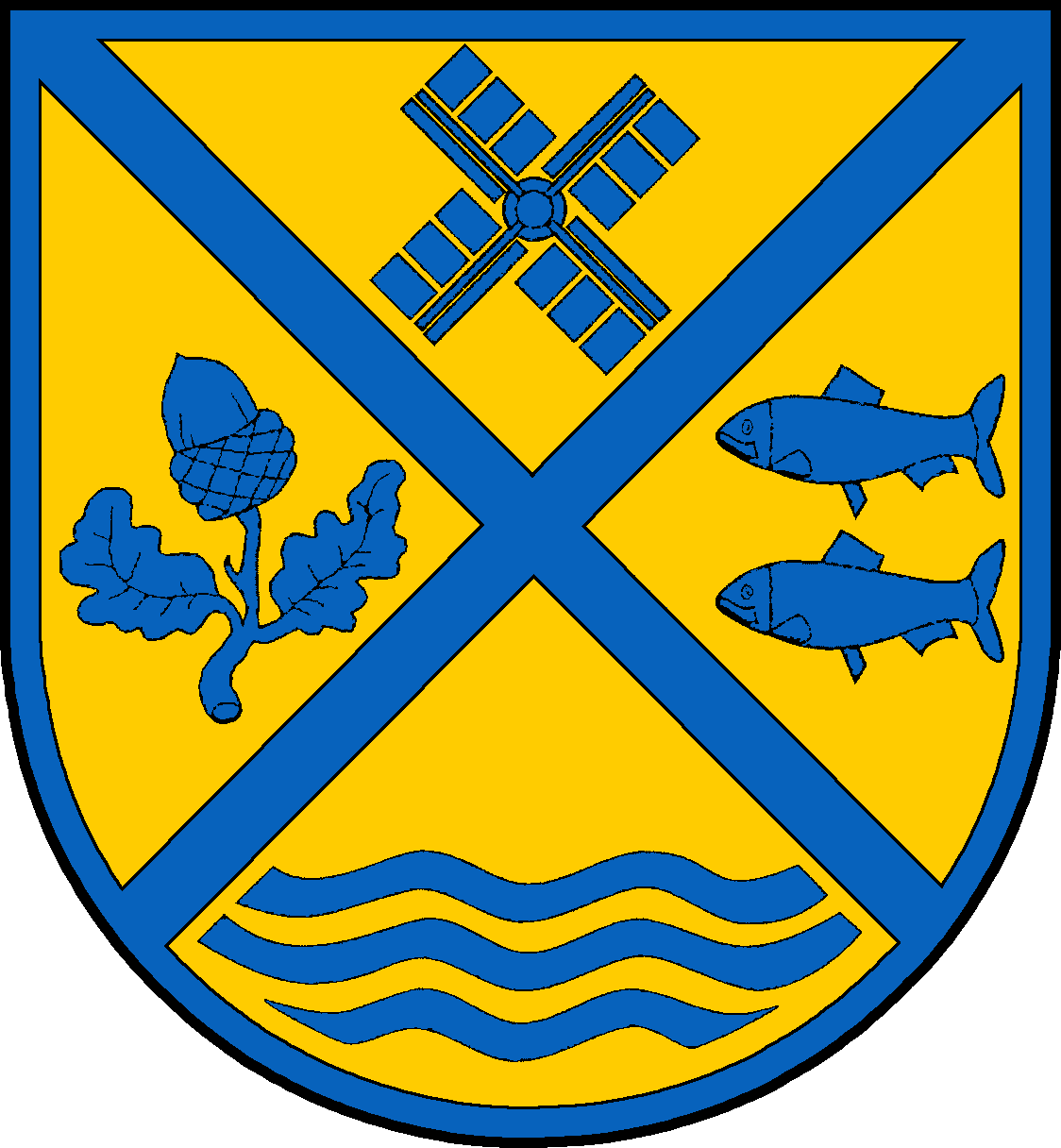
Wappen vor 2013

Blasonierung: „In Gold zwischen zwei blauen Wellenbalken ein blauer Fisch (Schleischnäpel), darüber ein blaues fünfspeichiges Wagenrad, begleitet rechts von einer grünen fünfhalmigen Garbe, links von einem grünen Eichenblatt, belegt mit drei goldenen Eicheln.“
Historische Begründung: Das Wappen der am 1. März 2013 durch Zusammenschluss der früheren, eigenständigen Gemeinden Boren, Ekenis und Kiesbye entstandenen neuen Gemeinde Boren greift die Farben der Altgemeinden auf. Die Zentralfigur des Wagenrades ist dem Wappen der Altgemeinde Kiesbye entnommen. Das fünfspeichige Rad soll übergreifend – und gleichrangig in der Bedeutung – für Gewerbe, Handwerk, Landwirtschaft und Tourismus stehen. Die Anzahl der Speichen entspricht der Anzahl der ehemaligen Gemeinden und heutigen Ortsteilen, die infolge der Eingliederungen von 1974 (Ketelsby und Lindau) und 2013 (Ekenis und Kiesbye) die heutige Gemeinde Boren bilden. Die Wellenbalken verweisen auf die Quelle „Borne“ in der Nähe des Borener Thingplatzes. Über den dänischen Namen „Borne“ entwickelte sich im Laufe der Geschichte der heutige Ortsname Boren. Der Schleischnäpel war der Brotfisch der Schleifischerei in früherer Zeit. Er steht für die Schleiregion von Lindau bis Ketelsby. Fisch und Wellenbalken entstammen dem Wappen der Altgemeinde Boren. Die aus fünf Ähren gebundene Garbe weist auf die Landwirtschaft hin, die die Gemeinde noch heute in weiten Teilen stark prägt. Die Fünfzahl entspricht der Anzahl der Ortsteile. Das Eichenblatt ist dem Wappen der Altgemeinde Ekenis entlehnt. Es gibt einen Hinweis auf die Eichenbewaldung in historischer Zeit. Die drei Eicheln symbolisieren die drei Altgemeinden Boren, Ekenis und Kiesbye.
Vom 31. Januar 2008 bis zum 28. Februar 2013 führte die Gemeinde Boren das nebenstehende Wappen mit folgender Blasonierung: „In von Blau gesäumtem Gold ein blaues Balkenkreuz. 1 ein blaues Flügelkreuz, 2 ein blauer Eichenzweig mit einer Eichel und zwei Blättern, 3 zwei blaue Fische übereinander und 4 drei schwebende blaue Wellenbalken.“
Historische Begründung: Das Wappen zeigt das Sinnbild die Holländer Windmühle von 1837 für den Ortsteil Lindau, die Eiche für den Ortsteil Güderott und die Fische für die Schleiregion Lindaunis – Ketelsby. Durch die Wellenbalken wird die Quelle „Borne“ in der Nähe des „Thinkplatzes“, an dem Gericht gehalten wurde und an der im Mittelalter die Pferde getränkt wurden, symbolisiert. Aus dem dänischen Borne entstand dann der Ortsnamen Boren.

## Wirtschaft

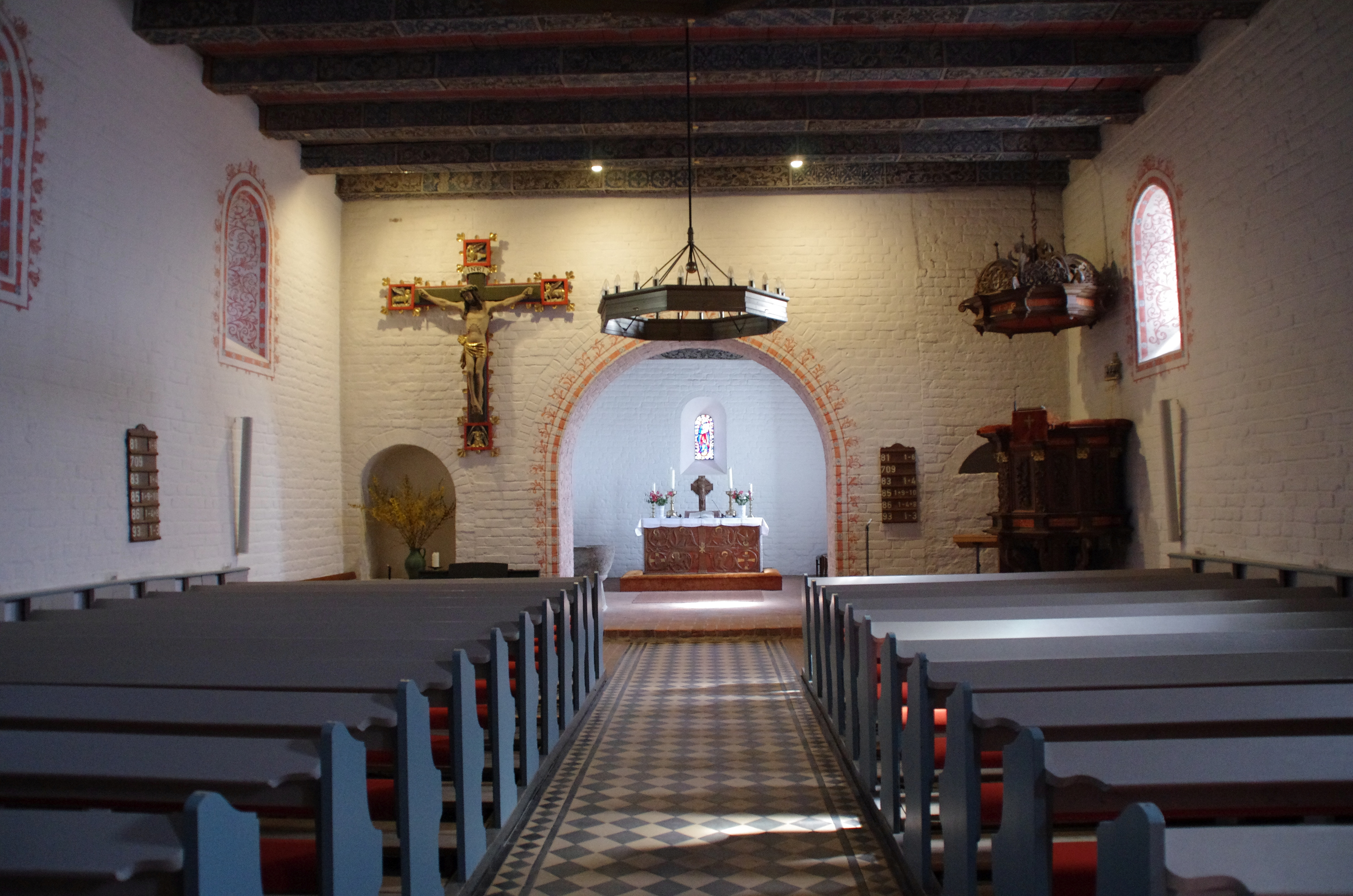
Marienkirche Boren, Inneres

Weite Teile der Gemeinde sind landwirtschaftlich geprägt. Ein touristisches Zentrum liegt am Lindauer Noor der Schlei.

## Sehenswürdigkeiten
- St.-Marien-Kirche (Boren)

## Persönlichkeiten
- Metta von Schwaben (1636–1709), Wohltäterin, Konventualin, Priorin und die letzte des Adelsgeschlecht von Schwawe
- Christopher Bluhme (1708–1782), dänischer Geistlicher und Schriftsteller
- Friedrich Valentiner (1756–1813), deutscher Mathematiker und Astronom
- Johannes Bernhard (1846–1915), Hauptpastor in Lübeck